# Lion (2016)
Lion is een Australisch-Amerikaanse-Britse dramafilm uit 2016 die geregisseerd werd door Garth Davis. Het scenario, dat geschreven werd door Luke Davies, is gebaseerd op Saroo Brierleys memoires A Long Way Home (2013). De hoofdrollen worden vertolkt door Dev Patel, Rooney Mara, Nicole Kidman en David Wenham. De film ging op 10 september in première op het internationaal filmfestival van Toronto.

## Verhaal
De Indiase jongen Saroo Brierley raakt op vijfjarige leeftijd in Khandwa gescheiden van zijn broer Guddu, die moest werken, op een treinstation. Zijn moeder is analfabeet en erg arm. Zij voorziet in haar levensonderhoud door het sjouwen van stenen. 
Saroo stapt in een lege trein die wegrijdt en komt terecht in Calcutta, waar hij de taal niet kent. Hij blijft in leven door onder andere op een vuilnisbelt zijn kostje bij elkaar te zoeken en slaapt op straat. Als hij van een vriendelijke vrouw hulp krijgt, blijkt haar partner ook niet veel goeds in de zin te hebben  met het mooie jongetje Saroo. Saroo vlucht weg. Hij komt uiteindelijk terecht in een soort weeshuis. Vandaaruit wordt hij geadopteerd door een Australisch echtpaar, dat later nog een ander kind uit India adopteert. Deze broer van Saroo, Mantosh, ontwikkelt zich niet goed en raakt aan de drugs. 
Saroo doet goed zijn best en wordt een succesvolle student. Hij gaat naar Melbourne. Op een avond bij vrienden wordt Indiaas gegeten. Saroo ziet daar jalebi. Hij herkent het uit zijn vroege jeugd en allerlei beelden komen terug, onder andere van het treinstation waar hij zijn broertje is kwijtgeraakt. Hij gaat zich verdiepen in zijn afkomst en wil weten waar hij vandaan komt. Dit wordt een ware obsessie voor hem waardoor het misloopt met zijn vriendin. Saroo zoekt op Google Earth naar beelden om zijn geboorteplaats terug te vinden. Uiteindelijk lukt hem dat en vindt hij zijn moeder terug, die altijd op hem gewacht heeft. 
Aan het eind van de film wordt de reden van de titel, Lion, pas duidelijk. Saroo kwam er bij de ontmoeting met zijn moeder achter dat hij zijn naam niet goed uitgesproken had. Zijn naam luidde Sheru, een woord dat "leeuw" betekent in het Hindi.

## Rolverdeling
| Acteur                | Personage           |
| --------------------- | ------------------- |
| Dev Patel             | Saroo Brierley      |
| Rooney Mara           | Lucy                |
| Nicole Kidman         | Sue Brierley        |
| David Wenham          | John Brierley       |
| Sunny Pawar           | Jonge Saroo Bierley |
| Pallavi Sharda        | Prama               |
| Nawazuddin Siddiqui   | Rawa                |
| Tannishtha Chatterjee | Noor                |
| Priyanka Bose         | Kamla               |
| Deepti Naval          | Mrs. Sood           |
| Divian Ladwa          | Mantosh             |
| Abhishek Bharate      | Guddu               |

## Productie
In april 2013 werd aangekondigd dat de Australiër Garth Davis zijn filmdebuut zou maken met de verfilming van Saroo Brierleys memoires A Long Way Home. In mei 2014 kocht The Weinstein Company de distributierechten voor 12 miljoen dollar. Het boek werd door schrijver Luke Davies omgevormd tot een scenario. In oktober 2014 werden Dev Patel en Nicole Kidman gecast. Rooney Mara en David Wenham werden in april 2015 aan de cast toegevoegd.
De opnames voor Lion gingen in januari 2015 van start in Calcutta. Drie maanden later verhuisde de productie naar Australië, waar er gefilmd werd in Melbourne en Hobart.